# Panagia Kanala
Panagia Kanala (en griego:Παναγία Κανάλα o Παναγιά Κανάλα, Panayía Kanála o Panayiá Kanála)  es un ícono y un santuario en Kanala, en isla de Citnos, Grecia. Se encuentra en la parte sureste de la isla.

## El icono
El icono de la Virgen María Vrefokratousa, que representa a la Virgen María sosteniendo al niño Jesús a su lado derecho e inclinando ligeramente la cabeza hacia él, es un ejemplo del arte post-bizantino y se considera obra del hagiógrafo Emmanuel Skordilis. Se trata de un gran ícono de 1 m x 0,80 m. En este ícono, la figura serena de la Virgen María está representada sosteniendo a Cristo en sus brazos con su mano izquierda. A la izquierda y a la derecha están los arcángeles Gabriel y Miguel.
Según la tradición, el icono brillante fue encontrado milagrosamente por la noche por unos pescadores en las aguas entre Citnos y Serifos.  Los pescadores llevaron el icono a su pueblo, Driopida. Entonces, según la misma leyenda, la Virgen María se apareció en el sueño de los pescadores y les indicó el lugar donde debía construirse la iglesia.

## La iglesia
El ícono se conserva en la iglesia homónima del pueblo de Kanala, en Citnos, que lleva el nombre de la Virgen María. La iglesia original era una construcción improvisada de pequeñas dimensiones.  En 1869 se demolió la iglesia original y se erigió una nueva en su lugar, que con la contribución de los residentes de Dryopida evolucionó con el tiempo hasta su forma actual, y los cambios más significativos en el lugar tuvieron lugar después de 1946. En 1973 la iglesia de Panagia Kanala fue reconocida como Santa Peregrinación por decreto del Sínodo de la Iglesia ortodoxa de Grecia. El patio de la iglesia está decorado con arcos de piedra, terrazas, muros de piedra seca y flores y tiene una plaza empedrada.

## La celebración
Panagia Kanala es la patrona de la isla y uno de los lugares de peregrinación más importantes de las Cícladas. Se celebra cada 15 de agosto y, a partir del 1 de agosto, cada tarde se realiza la secuencia del canon de invocación, hasta el 13 de agosto, cuando se canta la Vigilia ("vigilia nocturna") en su honor. En la víspera se cantan las Grandes Vísperas, seguidas de una gran fiesta en el pueblo con música y bailes tradicionales.
Los festejos culminan el día de la celebración, cuando se celebra la Divina Liturgia, seguida de una procesión del ícono de la Virgen María por el pueblo. La procesión termina en el muelle, donde se representa el hallazgo del ícono de la Virgen María. Allí, los sacerdotes lanzan una réplica del ícono al mar y la gente se zambulle para atraparlo, lo que se considera una gran bendición. Además, el 8 de septiembre se celebra una fiesta en honor a la Virgen María, acompañada de un banquete tradicional.